# Intense
Intense — пятый студийный альбом нидерландского диджея и продюсера Армин ван Бюрена. Релиз состоялся 3 мая 2013 года на лейбле Armada Music

## Об альбоме
Премьера альбома состоялась на сервисе Spotify 29 апреля, после чего 3 мая прошёл релиз в цифровом формате и на физических носителях.
Первой песней с альбома стала композиция «Waiting for the Night», записанная при участии певицы Фиора, выпущенная 21 января 2013 года.
Второй объявленной песней стала «Forever is Ours», записанная при участии Эммы Хьюитт.
Третьей песней и первым синглом с альбома стала «This Is What It Feels Like», записанная с канадским исполнителем Тревором Гатри и выпущенная 5 апреля. В этот день был объявлен треклист пластинки и открыт её предзаказ.
Вторым синглом с альбома станет «Beautiful Life», записанная совместно с французской певицей Синди Алма. Её релиз состоится 20 сентября 2013 года. В марте 2013 года был снят музыкальный клип в городе Нью-Йорк. Премьера клипа состоялась 18 августа 2013 года в 23:00 по московскому времени.

## Список композиций[4]
| №                   | Название                                                 | Автор(ы)                               | Длительность |
| ------------------- | -------------------------------------------------------- | -------------------------------------- | ------------ |
| 1.                  | «Intense» (при участии Мири Бен-Ари)                     | A. ван Бюрен; M. Бен-Ари               | 8:47         |
| 2.                  | «This Is What It Feels Like» (при участии Тревора Гатри) |                                        | 3:23         |
| 3.                  | «Beautiful Life» (при участии Синди Алма)                | A. ван Бюрен; C. Алма                  | 6:08         |
| 4.                  | «Waiting for the Night» (при участии Фиоры)              | A. ван Бюрен; Ф. Катлер                | 4:21         |
| 5.                  | «Pulsar»                                                 | A. ван Бюрен                           | 6:31         |
| 6.                  | «Sound of the Drums» (при участии Лауры Йенсен)          | A. ван Бюрен; Дж. Юбенк; Л. Йенсен     | 3:55         |
| 7.                  | «Alone» (при участии Лорен Эванс)                        | A. ван Бюрен; В. Хорн; Л. Эванс; Дмайл | 4:04         |
| 8.                  | «Turn This Love Around» (vs. NERVO feat. Laura V.)       | A. ван Бюрен; M. Нерво; O. Нерво       | 5:22         |
| 9.                  | «Won’t Let You Go» (при участии Аруны)                   | A. ван Бюрен                           | 6:35         |
| 10.                 | «In 10 Years from Now»                                   | A. ван Бюрен                           | 0:56         |
| 11.                 | «Last Stop Before Heaven»                                | A. ван Бюрен                           | 6:27         |
| 12.                 | «Forever is Ours» (при участии Эммы Хьюитт)              | A. ван Бюрен                           | 6:41         |
| 13.                 | «Love Never Came» (при участии Ричарда Брэдфорда)        | A. ван Бюрен                           | 7:00         |
| 14.                 | «Who’s Afraid of 138?!»                                  | A. ван Бюрен                           | 5:49         |
| 15.                 | «Reprise» (при участии Багга Боунз)                      | A. ван Бюрен                           | 3:12         |
| Общая длительность: | Общая длительность:                                      | Общая длительность:                    | 79:11        |

| №                   | Название                                                 | Автор(ы)                  | Длительность |
| ------------------- | -------------------------------------------------------- | ------------------------- | ------------ |
| 16.                 | «Humming The Lights» (By Armin van Buuren presents Gaia) | A. ван Бюрен; Б. де Джойж | 6:57         |
| Общая длительность: | Общая длительность:                                      | Общая длительность:       | 86:08        |

## Чарты
В российском чарте iTunes на неделе с 29 апреля по 5 мая 2013 года альбом Армина ван Бюрена дебютировал на четвёртом месте. На следующей неделе (период с 6 по 12 мая) он смог достичь бронзового места, расположившись на третьем месте. За период с 13 по 19 мая 2013 года альбом опустился на пятую строчку, а на календарной неделе 20-26 мая упал на восьмое место.